# Беатриса Сицилийская (1260—1307)
Беатриса Сицилийская (1260, Палермо — 1307) — принцесса Сицилийская, дочь короля Сицилии Манфреда и его жены Елены Ангелины Дукаины.
После битвы при Беневенто (26 февраля 1266 года) и смерти её отца Беатриса была заключена в тюрьму в Неаполе вместе со своей семьёй Карлом Анжуйским. Она обрела свою свободу только в 1284 году, после битвы за Неаполитанский залив, благодаря её шурину Педру III Арагонскому.
В 1286 году Беатриса вышла замуж за Манфреда IV, сына Томаса I, маркиза Салуццо. В 1296 году она стала макграфиней Салуццо. У Беатрисы и Манфреда было двое детей:
- Катерина, муж — Гульельмо де Барже
- Федерико I, маркиз Салуццо

Беатриса умерла в 1307 году. Её муж вскоре повторно женился.